# Ukita Hideie
Ukita Hideie (宇喜多秀家?   Prov. de Bizen 1573 -  Hachijojima 7 de diciembre de 1655),  fue un samurái y daimyō del período Sengoku de las provincias de Bizen y Mimasaka (hoy Prefectura de Okayama). Hideie fue hijo de Ukita Naoie y contrajo nupcias con la hija de Maeda Toshiie.

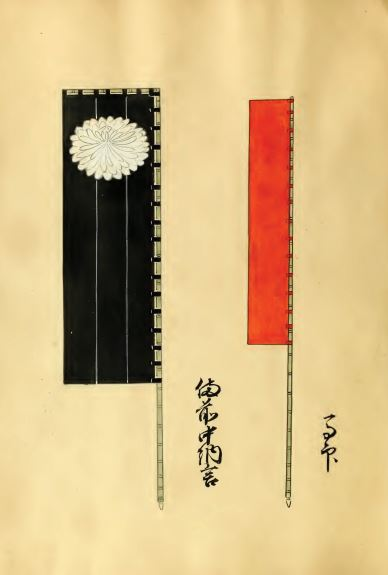
Hata-jirushi de Ukita Hideie (á a izquierda)

Hideie participó activamente durante las invasiones japonesas a Corea convocadas por Toyotomi Hideyoshi y fue además nombrado como miembro del «Consejo de los Cinco Regentes», conformado por Hideyoshi con la finalidad de que éstos gobernaran a su muerte y hasta que su hijo Hideyori tuviera la edad necesaria para tomar las riendas del país.
Tokugawa Ieyasu, también miembro de dicho consejo luchó por dirigir el país por lo que el país se dividió en dos grandes bandos, lo cual desembocaría en la Batalla de Sekigahara. Durante dicho enfrentamiento, Hideie se alió con el oponente de Tokugawa, Ishida Mitsunari. Tras la victoria del clan Tokugawa en dicha batalla, Hideie escapó y permaneció en el exilio durante varios años. 
Hideie falleció finalmente en 1655.